# Quan hệ Trung Quốc – Lào
Quan hệ Trung Quốc – Lào là mối quan hệ song phương giữa Cộng hòa Nhân dân Trung Hoa và Cộng hòa Dân chủ Nhân dân Lào trên nhiều lĩnh vực, trong đó có thương mại và viện trợ. Viện trợ của Trung Quốc cho Lào phần lớn đổ vào việc xây dựng những con đường ở các tỉnh bắc Lào, không ảnh hưởng trực tiếp đến lợi ích của Việt Nam và Thái Lan ở vùng trung và nam Lào. Tuy nhiên, cuộc đổ quân của Việt Nam vào Campuchia tháng 12 năm 1978 để lật đổ chính quyền Pol Pot đã khiêu khích Trung Quốc gây ra cuộc xâm lược có giới hạn với Việt Nam để "dạy cho Việt Nam một bài học". Khi đó, Lào đã rơi vào tình thế nguy hiểm, vừa không muốn Trung Quốc nổi giận, vừa không thể chống đối người láng giềng hữu hảo Việt Nam. Các nhà lãnh đạo Lào đã vượt qua khó khăn bằng cách đưa ra các tuyên bố trì hoãn việc hỗ trợ Việt Nam sau một số tranh cãi trong nội bộ Đảng, một mặt nhanh chóng giảm mức quan hệ ngoại giao với Trung Quốc xuống cấp chargé d'affaires nhưng không hoàn toàn đổ vỡ. Rạn nứt trong mối quan hệ Trung-Lào đã xảy ra vào năm 1979, khi có những thông tin về việc Trung Quốc giúp đỡ và đào tạo cho các lực lượng nổi loạn người Hmong dưới quyền tướng Vàng Pao tại tỉnh Vân Nam.
Tuy nhiên, mối quan hệ thù địch giữa hai bên đã dần dần được xoa dịu. Năm 1989, thủ tướng Lào Kaysone Phomvihane đã có chuyến thăm cấp nhà nước tới Bắc Kinh. Năm 1991, Kaysone đã chọn đi nghỉ ở Trung Quốc thay vì đến thăm Liên Xô vì Liên Xô tan rã. Mối quan hệ ngoại giao và mối quan hệ giữa hai Đảng đã được bình thường hóa vào năm 1989. Thương mại đã mở rộng từ trao đổi các mặt hàng tiêu dùng mức độ địa phương sang việc thông qua mười một giấy phép đầu tư năm 1991, trong đó một có dự án lắp ráp ô tô. Tiếp sau sự thành lập Ủy ban Biên giới chung Lào - Trung Quốc năm 1991, những cuộc họp diễn ra trong năm 1992 đã mang lại một thỏa thuận phác họa đường biên giới chung hai nước. Đầu tư thương mại và giao thương giữa Trung Quốc và Lào đã phát triển một cách từ từ chứ không đột ngột.
Từ năm 2014, Trung Quốc chính thức vượt qua Thái Lan và Việt Nam, trở thành nhà đầu tư lớn nhất tại Lào với các lĩnh vực chủ yếu là khai thác mỏ, nông nghiệp và thủy điện. Tuy nhiên, việc đầu tư, thao túng của Trung Quốc bị đánh giá là gây hại cho cộng đồng người dân địa phương tại miền Bắc Lào vì các lý do như sử dụng thuốc trừ sâu quá mức, xây sòng bạc khiến tội phạm hoành hành, di dời dân để làm thủy điện...

## Đại sứ quán, lãnh sự quán
— Tại Lào:
- Viêng Chăn (Đại sứ quán)
- Luang Phabang (Lãnh sự quán)

— Tại Trung Quốc:
- Bắc Kinh (Đại sứ quán)
- Hồ Nam (Lãnh sự quán)
- Quảng Châu (Lãnh sự quán)
- Hồng Kông (Lãnh sự quán)
- Cảnh Hồng (Lãnh sự quán)
- Côn Minh (Lãnh sự quán)
- Nam Kinh (Lãnh sự quán)
- Thượng Hải (Lãnh sự quán)